# Вайтапе
Вайтапе — крупнейший город острова Бора-Бора во Французской Полинезии. Население составляет 4 927 человек, около половины всего населения острова. Расположен примерно в 210 км к северо-западу от Папеэте, столицы Французской Полинезии. Основной язык Вайтапе — французский, при этом 20 процентов населения говорит на таитянском.

## История Вайтапе
Изначально территория была заселена ранними полинезийцами, приплывшими на каноэ около IV века. Ранние полинезийцы строили травяные хижины и охотились на рыбу с копьями и палками[стиль]. После Франко-таитянской войны Таити и остальные острова архипелага отошли к Франции. Во время Калифорнийской золотой лихорадки многие жители оставили Вайтапе в поисках золота. К 1900-м годам население области значительно возросло, а во время Второй мировой войны она служила военной базой снабжения французских войск. Здесь находились склады горючего и взлётно-посадочная полоса.

## Погода
Вайтапе расположен в тропическом климате.
| Показатель                    | Янв. | Фев. | Март | Апр. | Май | Июнь | Июль | Авг. | Сен. | Окт. | Нояб. | Дек. | Год  |
| ----------------------------- | ---- | ---- | ---- | ---- | --- | ---- | ---- | ---- | ---- | ---- | ----- | ---- | ---- |
| Абсолютный максимум, °C       | 30   | 31   | 31   | 31   | 30  | 29   | 29   | 28   | 29   | 29   | 30    | 30   | 31   |
| Средняя температура, °C       | 27   | 28   | 28   | 28   | 27  | 26   | 26   | 25   | 26   | 26   | 27    | 27   | 27   |
| Абсолютный минимум, °C        | 24   | 24   | 24   | 24   | 24  | 22   | 22   | 22   | 22   | 23   | 24    | 24   | 22   |
| Норма осадков, мм             | 262  | 232  | 205  | 162  | 133 | 96   | 84   | 68   | 72   | 112  | 228   | 276  | 1930 |
| Источник: World Climate Guide |      |      |      |      |     |      |      |      |      |      |       |      |      |

## География
Вайтапе находится в западной части главного острова Бора-Бора. Из него открывается вид на западную часть лагуны Бора-Бора. Он имеет вид на самую высокую гору Бора-Бора, Монт-Отеману. Окружен островками, обозначающими конец лагуны Бора-Бора. Город расположен на высоте около 20 футов (6,1 м) над уровнем моря. Гора Пахиа — ещё одна крупная гора рядом с Вайтапе.

## Транспорт
Авиасообщение
Аэропорт Бора-Бора — аэропорт за пределами Вайтапе на Моту-Муте в северной части Бора-Бора. Аэропорт обслуживает Бора-Бора и Вайтапе. Аэропорт имеет множество направлений на другие острова Французской Полинезии. Air Tahiti — единственная авиакомпания в аэропорту. Если жители хотят совершить международный перелёт, им придется лететь в международный аэропорт Фааа, который расположен в Фааа, Таити, и является единственным аэропортом во Французской Полинезии, который обслуживает международные рейсы.
Водное сообщение
Паромы с Аремити и Муреа приходят на пристань Вайтапе два раза в день. Паром Aremiti отправляется как на Таити, так и на Муреа. Паром Aremiti имеет белый цвет с красными и белыми полосами. Паром Муреа — белый сверху, а синий — внизу. Паром Муреа отправляется к причалу Вайаре в Муреа. Иногда круизные суда из Папеэте покидают причал и приезжают в Вайтапе, чтобы остановиться и забрать больше островитян. Некоторые паромы отправляются в Утуроа на острове Раиатеа. Другие небольшие лодки отправляются в другие островки Бора-Боры для экскурсий и прогулок.
Автосообщение
Главная дорога Бора-Боры проходит через Вайтапе и является самой оживленной улицей. Ближайшая автострада к Вайтапе — автострада на западном побережье Таити.

## Экономика
В городе есть несколько супермаркетов. Многие фрукты импортируются из Фааа.